# Sid Wayne
Sid Wayne, né sous le nom Sidney Weinberg à Brooklyn le 26 janvier 1922, décédé le 26 décembre 1991, est un auteur-compositeur américain, qui a écrit certaines des chansons parmi les plus connues des années 1950 à 1980, comme I Need Your Love Tonight ou It's Impossible. La plupart des films d'Elvis Presley contenaient un ou plusieurs morceaux écrits par Wayne et par son partenaire Ben Weisman (en).